# 宍戸俊治
宍戸 俊治（ししど しゅんじ、1866年6月24日〈慶応2年5月12日〉- 1925年〈大正14年〉5月19日）は、三河国碧海郡上重原村（現・愛知県知立市）出身の医師。

## 経歴

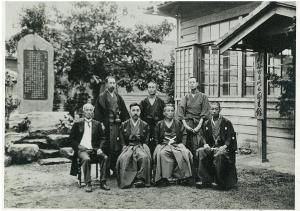
刈谷町立刈谷図書館の創設記念写真（前列左から2番目が宍戸）

### 青年期
慶応2年5月12日、三河国碧海郡上重原村（現・愛知県知立市）の旧家である宇都宮家に生まれ、後に刈谷藩の藩医の家系である宍戸家の養子となった。1882年（明治15年）12月に東京大学予備門に入学し、1889年（明治22年）6月に第一高等中学校（予備門の改称後の名称）を卒業すると、1893年（明治26年）11月に東京帝国大学医学部を卒業した。

### 宍戸療院の開業
その後東京帝国大学の大学院で病理学を学び、恩師に病理学者の三浦守治などがいる。1895年（明治28年）7月に養父の宍戸隆一が死去したことで郷土に戻り、宍戸家を継いで宍戸療院を開業させた。1905年（明治38年）10月には愛知県医師会の副会長に就任し、その他には三河郷友会の理事も務めた。

### 刈谷図書館の創立
1913年（大正3年）には後に刈谷町長となる藤井清七とともに、刈谷藩の御典医だった村上忠順が収集した村上文庫の蔵書の大部分を私費で購入し、図書閲覧室と書庫を建築したうえで蔵書とともに刈谷町に寄贈した。1915年（大正4年）11月23日に図書館の開館が愛知県から認可され、寄贈された村上文庫や建物を基にして刈谷町立刈谷図書館（現・刈谷市中央図書館）が創立した。森銑三が膨大な古書の整理分類を担った際には、宍戸も森を指導している。1917年（大正6年）に刈谷町立刈谷図書館が開館し、一般に対して公開された。

### 刈谷町会議員
その後、刈谷町会議員に就任した。碧海郡教育会の副会長、亀城研究会の会長、刈谷士族会の副会長なども歴任している。1925年（大正14年）5月19日に病気によって死去した。